# Sankt Elias kyrka, Podujeva
Sankt Elias kyrka (serbiska: Црква светог Илије/Crkva svetog Ilije, albanska: Kisha e Shën Ilias), eller Sankt Andreas kyrka, är en serbisk-ortodox kyrkobyggnad belägen på ett litet berg nära staden Podujevo i Kosovo.
Kyrkan är helgad efter den israelitiske profeten Elia och aposteln Andreas. Den tillhör Raškas och Prizrens stift.

## Historik
Kyrkan byggdes 1929 men har rivits flera gånger. Från och med 2010 har kyrkan byggts om och renoverats fem gånger.

### Förstörelsen 1941
1941 under andra världskriget besköts kyrkan och kupolen förstördes. Kyrkan byggdes om och blev färdig 1971.

### Attacken 1999
1999 brändes kyrkan ner i vad som verkade vara "en välplanerad aktion" efter att KFOR-patruller hade bytt skift. Taggtråden runt kyrkan klipptes av och dörren tvingades upp.

### Förstörelsen 2004
Den 18 mars 2004 under oroligheterna i Kosovo attackerades och förstördes kyrkan. Enligt den tjeckiske KFOR-kaptenen Jindrich Plescher attackerades kyrkan av en grupp på 500 albaner. Tjeckiska medier bekräftade att tjeckiska soldater var tvungna att lämna kyrkan som förstördes tillsammans med kyrkogården.
Albanerna tände eld mitt inne i kyrkan vilket skadade kyrkan allvarligt. Plescher uppgav att de albanska angriparna hade grävt upp kistor från den närliggande kyrkogården och spridit ut de dödas ben. Kyrkan besköts, ett klocktorn förstördes helt med sprängämnen och muren som omgav kyrkan revs.

Kommissionen för genomförande av återuppbyggnaden (ett EU-finansierat projekt som förvaltas av Europeiska kommissionens sambandskontor och som genomförs av Europarådet för att främja återställandet av kulturvarvet Kosovo), noterade följande:
Plundrad och nedbränd. Absid sprängd med sprängämnen. Golv, invändiga ytor och snickerier skadade. Takskyddet delvis borttaget. Gränsmur riven.

#### Klocka
Efter förstörelsen av kyrkan hittade tjeckiska KFOR-soldater kyrkans klocka som stals av en albansk familj. Klockan var en gåva från Alexander I av Jugoslavien till kyrkan 1932, två år innan han mördades i Marseille i Frankrike.

### Attacken 2006
Den 12 maj 2006 attackerades kyrkan återigen av albanska extremister. Efter en partiell rekonstruktion, ledd av Europarådets fond, bröts kyrkans huvuddörrar upp och alla fönster krossades återigen.